# 95e division d'infanterie (Allemagne)
Pour les articles homonymes, voir 95e division.
La  95e division d'infanterie  (en allemand : 95. Infanterie-Division ou 95. ID) est une des divisions d'infanterie de la Wehrmacht durant la Seconde Guerre mondiale.

## Création
La 95. Infanterie-Division est formée le 19 septembre 1939 à Wildflecken et Hammelburg
en tant qu'élément de la 5. Welle (5e vague de mobilisation).
Elle est dissoute en juillet 1944 après avoir subi de lourdes pertes sur le Front de l'Est. Les rescapés forment le Divisions-Gruppe 95 qui est assignée au Korps-Abteilung H.
La division est reformée le 10 septembre 1944 à partir du Korps-Abteilung H et se rend en mai 1945 à l'Armée Rouge avec le reste de l'Armee Ostpreußen.

## Organisation

### Commandants
| Date                                 | Grade                  | Commandant                   |
| ------------------------------------ | ---------------------- | ---------------------------- |
| 25 septembre 1939 - 8 février 1942   | Generalleutnant        | Hans-Heinrich Sixt von Armin |
| 8 février 1942 - 1er mars 1942       | Generalleutnant        | Eduard Aldrian               |
| 1er mars 1942 - 10 mai 1942          | Generalleutnant        | Hans-Heinrich Sixt von Armin |
| 10 mai 1942 - 6 septembre 1942       | Generalleutnant        | Friedrich Zickwolff          |
| 6 septembre 1942 - 27 septembre 1942 | Generalleutnant        | Friedrich Karst              |
| 27 septembre 1942 - 10 décembre 1943 | General der Infanterie | Edgar Röhricht               |
| 9 décembre 1943 - 27 janvier 1944    | Generalmajor           | Gustav Gihr                  |
| 27 janvier 1944 - 2 mai 1944         | ??                     | ??                           |
| 2 mai 1944 - 28 juin 1944            | Generalmajor           | Herbert Michaelis            |
| 30 juin 1944 - ?? juillet 1944       | Generalmajor           | Joachim-Friedrich Lang       |
|                                      | Division reformée      |                              |
| 10 septembre 1944 - 16 avril 1945    | Generalmajor           | Joachim-Friedrich Lang       |

## Théâtres d'opérations
- West Wall : Septembre 1939 - Mai 1940
- France : Mai 1940 - Décembre 1940
- Allemagne : Décembre 1940 - Janvier 1941
- Pologne : Janvier 1941 - Juillet 1941
- Front de l'Est, secteur Sud : Juillet 1941 - Décembre 1942
  - Opération Barbarossa
  - 22 octobre 1941 au 22 janvier 1942 : Bataille de Moscou
- Front de l'Est, secteur centre : Décembre 1942 - Juin 1944
  - 1944 : Opération Bagration

## Ordre de bataille
1939
- Infanterie-Regiment 278
- Infanterie-Regiment 279
- Infanterie-Regiment 280
- Artillerie-Regiment 195
  - I. Abteilung
  - II. Abteilung
  - III. Abteilung
  - IV. Abteilung
- Pionier-Bataillon 195
- Panzerabwehr-Abteilung 195
- Nachrichten-Abteilung 195
- Versorgungseinheiten 195

1942
- Grenadier-Regiment 278
- Grenadier-Regiment 279
- Grenadier-Regiment 280
- Schnelle Abteilung 195
- Artillerie-Regiment 195
  - I. Abteilung
  - II. Abteilung
  - III. Abteilung
  - IV. Abteilung
- Pionier-Bataillon 195
- Nachrichten-Abteilung 195
- Feldersatz-Bataillon 195
- Versorgungseinheiten 195

1943-1945
- Grenadier-Regiment 278
- Grenadier-Regiment 279
- Grenadier-Regiment 280
- Füsilier-Bataillon 95
- Artillerie-Regiment 195
  - I. Abteilung
  - II. Abteilung
  - III. Abteilung
  - IV. Abteilung
- Pionier-Bataillon 195
- Panzerjäger-Abteilung 195
- Nachrichten-Abteilung 195
- Feldersatz-Bataillon 195
- Versorgungseinheiten 195

## Décorations
Des membres de cette division ont été récompensés à titre personnel pour leurs faits de guerre:
- Agrafe de la liste d'honneur
  - 18
- Insigne du combat rapproché en Or
  - 1
- Croix allemande
  - en Or
    - 71

  - en Argent
    - 2
- Croix de chevalier de la Croix de fer
  - 12
  - 2 feuilles de chêne